# Les Lendemains chantants

Les Lendemains chantants est le titre de la cinquième symphonie du compositeur néerlandais Matthijs Vermeulen.

## Histoire de l'œuvre
Cette symphonie est composée entre 1941 et 1945. Elle a été créée le 12 octobre 1949 à Amsterdam.
La symphonie présente par son titre un optimisme inébranlable malgré le contexte historique de la Seconde Guerre mondiale. Comme dans sa symphonie précédente, Les Victoires, Vermeulen garde foi en une issue heureuse et soutient l'élan de la libération.
Le compositeur utilise une fois de plus sa méthode de la « polymélodie ».

## Mouvements
1. Avec emportement
2. Adagio
3. Finale

Sa durée est d'à peu près trois quarts d'heure.

## Discographie
- Omroep Orchestra dirigé par Roelof van Driesten en 1984 (Donemus).